# 元暉 (隋)
元 暉（げん き、生没年不詳）は、西魏から隋にかけての官人。字は叔平。本貫は河南郡洛陽県。高祖父は拓跋崇。曾祖父は拓跋建。祖父は元琛。父は元翌。

## 経歴
尚書左僕射の元翌の子として生まれた。学問を好み書記を得意として、若くして長安城下に美名が聞こえた。西魏の宇文泰に礼遇され、宇文泰の諸子といつも同席して、友情を結んだ。弱冠にして、相府中兵参軍となり、まもなく武伯下大夫に転じた。突厥への使者に立ち、可汗に利害を説いて、通交を実現させた。まもなく儀同三司・賓部下大夫の位を受けた。北周の保定初年、大冢宰宇文護に召されて長史となり、弁才を買われて崔睦とともに北斉への使者に立ち、和平交渉にあたった。振威中大夫に転じた。武帝が突厥から阿史那皇后を迎えるにあたって、元暉は使者をつとめた。開府儀同三司の位を加えられ、司憲大夫に転じた。北斉が平定されると、河北の安撫にあたり、義寧県子に封ぜられた。
580年、楊堅が北周の政権を掌握すると、元暉は上開府の位を加えられ、爵位は公に進んだ。581年、隋が建てられると、都官尚書に任ぜられ、太僕卿を兼ねた。杜陽水を引いて三畤原を灌漑し、数千頃の農地を潤した。582年、太僕卿のまま左武候将軍に転じた。まもなく兵部尚書となり、運河の労役を監督した。事件に連座して免官された。しばらくして魏州刺史に任じられ、善政で知られた。在任すること数年、病のため職を去った。1年あまりして、長安で死去した。享年は60。諡は元といった。

## 子女
- 元粛（後嗣、光禄少卿）
- 元仁宗（太子右衛率）
- 元仁器（日南郡丞）

## 伝記資料
- 『隋書』巻46 列伝第11
- 『北史』巻15 列伝第3